# Det finns bara krig
Det finns bara krig är den svenska industrimetalgruppen Raubtiers debutalbum från 2009. Albumet gavs ut den 25 mars 2009. Låtarna "Kamphund", "Legoknekt" och "Achtung panzer" släpptes även som singlar. Albumet blev en stor hit på radiokanalen Bandit Rock.[källa behövs]

## Låtlista
1. Det finns bara krig (02:58)
2. Kamphund (02:27)
3. Achtung Panzer (03:34)
4. Dieseldöden (03:15)
5. Dobermann (03:37)
6. Änglar (03:31)
7. Legoknekt (03:07)
8. En starkare art (03:45)
9. Hjärteblod (03:46)
10. Terror (02:37)
11. Inget hopp (05:37)
12. Götterdämmerung (03:02)